# 소행성 궤도 변경 임무
소행성 궤도 변경 임무는 2013년 NASA에 제안된 계획이다. 목적은 소행성의 궤도를 시험적으로 변경하여 보고 향후 충돌가능성을 평가하는 것이다. 또한, 유인 화성 탐사의 첫 걸음이기도 하다. 2020년 발사를 목표로 추진되었으나, 2018년 도널드 트럼프 집권 이후로 예산이 전액 회수되면서 계획은 취소되었다.

## 역사와 제작배경
NASA의 수석 연구원인 Robert Frosch는 1980년 소행성 회수에 관한 의견을 내었으나 당시에는 무리한 계획이라고 말했다. 이후 2012년 켁 연구 센터에서 구체적인 계획과 탐사 개념을 세웠다. 이후 연구 및 예산 추산은 26억 달러로 추산되었으며, 그 중 1억 5000만 달러가 설계도 구상 및 탐사선 디자인에 사용되었다. 이 디자인에서의 특이사항은 유인 화성 탐사와 소행성 탐사를 섞어 유인 화성 탐사의 기틀을 마련한다는 목적도 가지고 있다. 이후 3개의 컨셉트가 정해졌는데, 지름 8m의 캐쉬에 소행성을 집어넣는 법, 소행성의 큰 바위를 소행성의 위성 궤도로 옮기는 법, 유인 탐사를 하여 인위적으로 소행성에 영향을 준다는 컨셉트가 선정되었다. 설계도 설계가 끝난 2016년 1월, NASA는 록히드마틴, 노스럽 그러먼, 스페이스 시스템 로랄, 칼텍 등과 계약을 맺었다. 또한 2016년 5월에는 기존 개발 팀에 ISA와 ESA가 개발에 참여했다. 그러나 2018년 트럼프가 취소해버리고 예산은 전액 국고로 환수되었다.

## 발사
2021년 12월 델타 IV 헤비, 팰컨 헤비, 팰컨 9로 발사될 예정이었으나 최종적으로 계획이 전면 취소되었다.

## 설계도

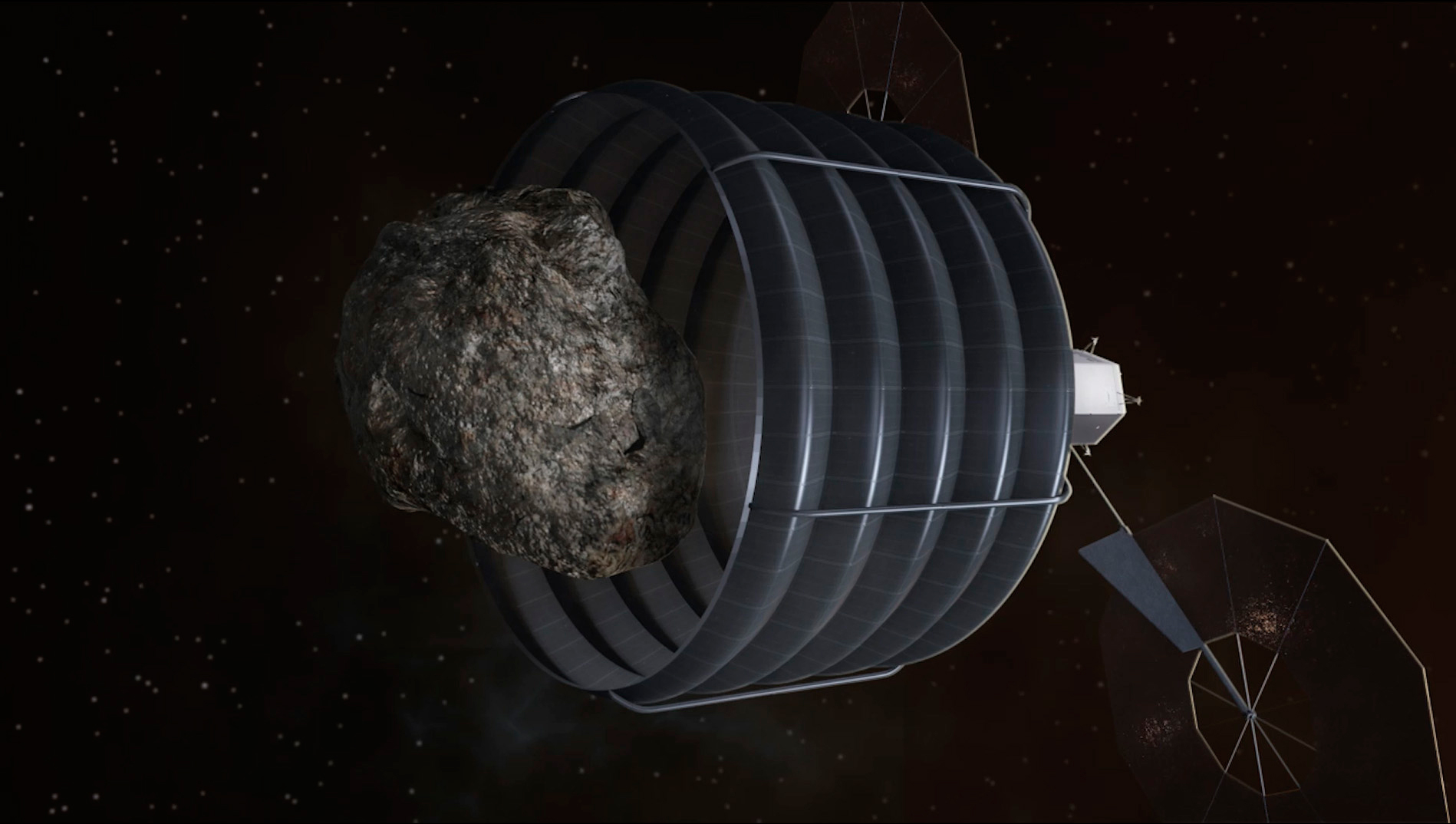
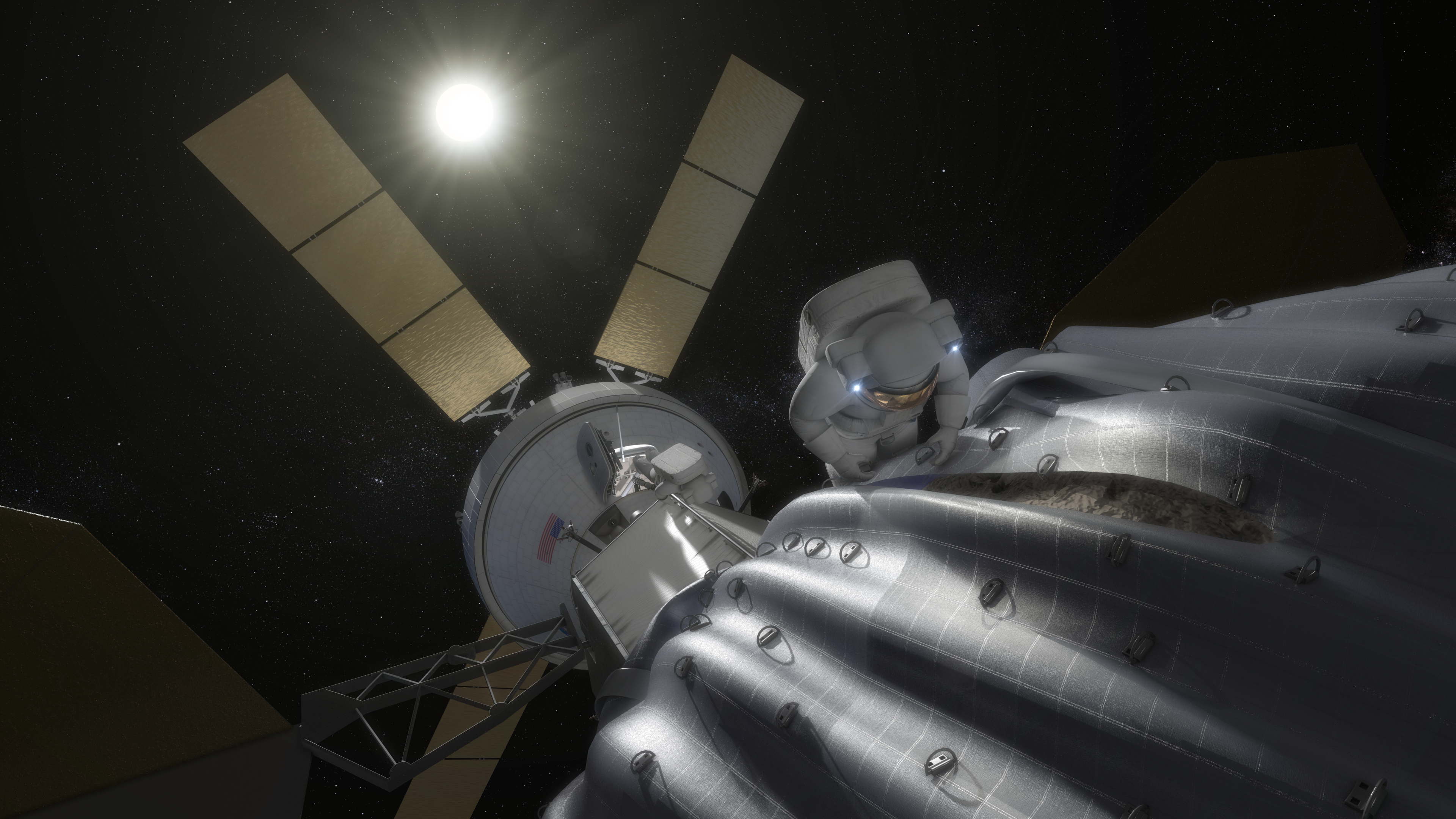
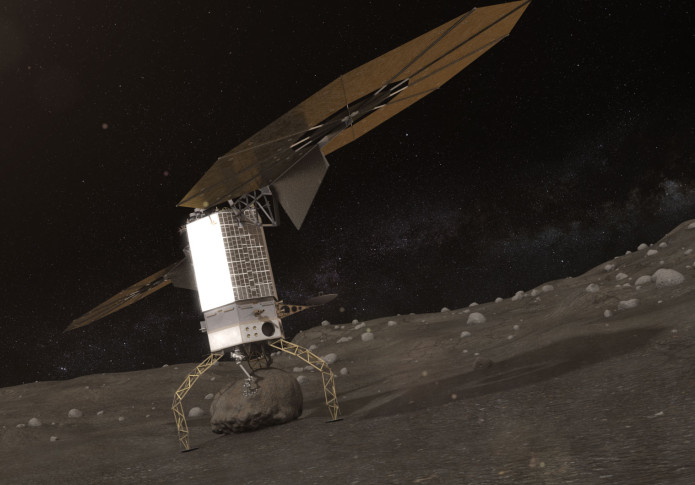

## 지원, 개발, 투자
- NASA
- JPL
- ESA
- Boeing
- 칼텍
- MIT
- 헌팅턴 비치
- 스페이스 시스템 로랄
- ISA

## 같이 보기
- 근지구 천체
- 지구 위협 천체
- 이중 소행성 방향 전환 평가